# Eurystomina gerlachi
Eurystomina gerlachi is een rondwormensoort uit de familie van de Enchelidiidae. De wetenschappelijke naam van de soort is voor het eerst geldig gepubliceerd in 1962 door Inglis.